# Сири ле Нобл
Сири ле Нобл (фр. Ciry-le-Noble) насеље је и општина у источном делу централне Француске у региону Бургоња, у департману Саона и Лоара која припада префектури Шарол.
По подацима из 2011. године у општини је живело 2364 становника, а густина насељености је износила 71,48 становника/km². Општина се простире на површини од 33,07 km². Налази се на средњој надморској висини од 270 метара (максималној 422 m, а минималној 262 m).

## Демографија
| 1962. | 1968. | 1975. | 1982. | 1990. | 1999. | 2011. |
| ----- | ----- | ----- | ----- | ----- | ----- | ----- |
| 3.047 | 3.166 | 2.994 | 2.915 | 2.795 | 2.475 | 2.364 |

График промене броја становника у току последњих година